# Інтубація трахеї
Інтуба́ція трахе́ї — введення особливої трубки в трахею з метою захисту дихальних шляхів пацієнта і являє собою один із засобів для проведення механічної вентиляції легень, а також для проведення анестезіологічного забезпечення.
У медицині, інтубацією називають введення трубки у зовнішній або внутрішній отвір тіла. Хоча цей термін може стосуватися і ендоскопічної процедури, але найчастіше використовується саме для позначення інтубації трахеї. Термін екстубація означає видалення введеної раніше трубки.

## Види
- Назотрахеальна
- Оротрахеальна

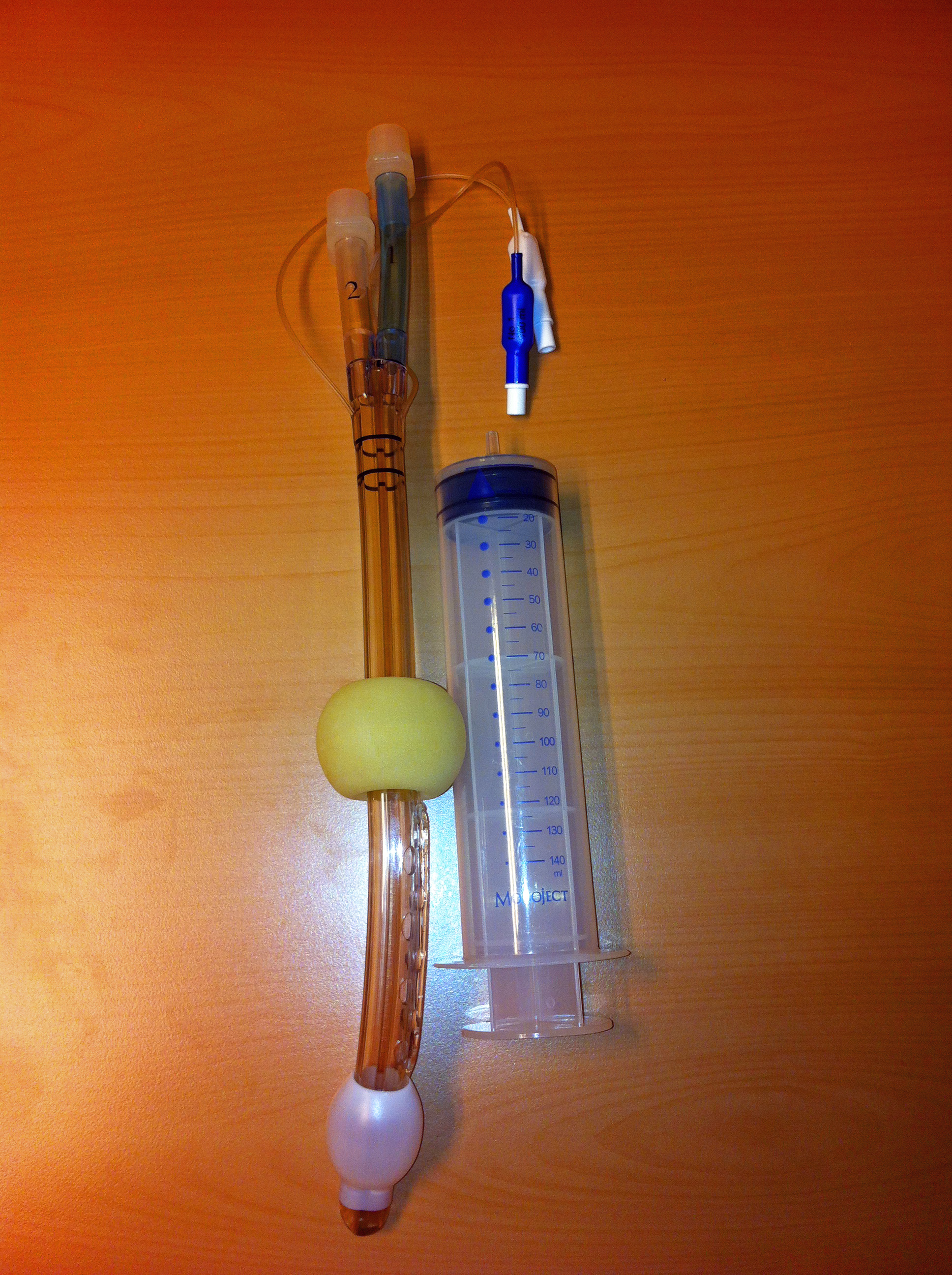
Варіант оротрахеальної інтубаційної трубки (Combitube)

Найпоширенішою є оротрахеальна інтубація трахеї, коли за допомогою ларингоскопа ендотрахеальна трубка проходить через порожнину рота, гортань і між голосовими зв'язками вводиться в трахею.
Ще одна методика полягає в назотрахеальній інтубації, при даній методиці ендотрахеальна трубка проходить крізь ніс, гортань, голосові зв'язки у порожнину трахеї.
Для обох видів інтубації, наступний етап є спільним: манжету, що знаходиться поблизу дистального (введеного) кінчика трубки, роздувають повітрям, щоб забезпечити правильне положення трубки і захистити дихальні шляхи від крові, блювоти та інших виділень, забезпечити герметичне прилягання трубки до трахеї. У новонароджених використовуються трубки без манжет.
Інтубація трахеї є потенційно інвазивною процедурою, яка вимагає великого клінічного досвіду. Коли інтубація трахеї виконується неналежним чином (наприклад, при помилковій інтубації стравоходу), пов'язані з нею ускладнення можуть швидко призвести до смерті пацієнта. Загалом, інтубація трахеї зарекомендувала себе як «золотий стандарт» забезпечення прохідності дихальних шляхів порівняно з масковою вентиляцією дихальним мішком.
Немає єдиної досконалої методики, що підтверджує розміщення трубки в трахеї на 100 %. Тож рекомендується використовувати декілька методів для підтвердження правильного розміщення трубки. На сьогодні стандартним інструментом підтвердження правильності розміщення трубки є капнометрія.
Методи для підтвердження правильного розміщення ендотрахеальної трубки: Прості (суб'єктивні):
1. Пряма візуалізація (трубка проходить між голосовими зв'язками)
2. Симетричне дихання з двох сторін грудної клітини при аускультації
3. Відсутність звуків в епігастральній області
4. Симетричне двостороннє збільшення обсягу грудної клітки на вдиху
5. Запотівання з трубки
6. Відсутність вмісту шлунку в трубці

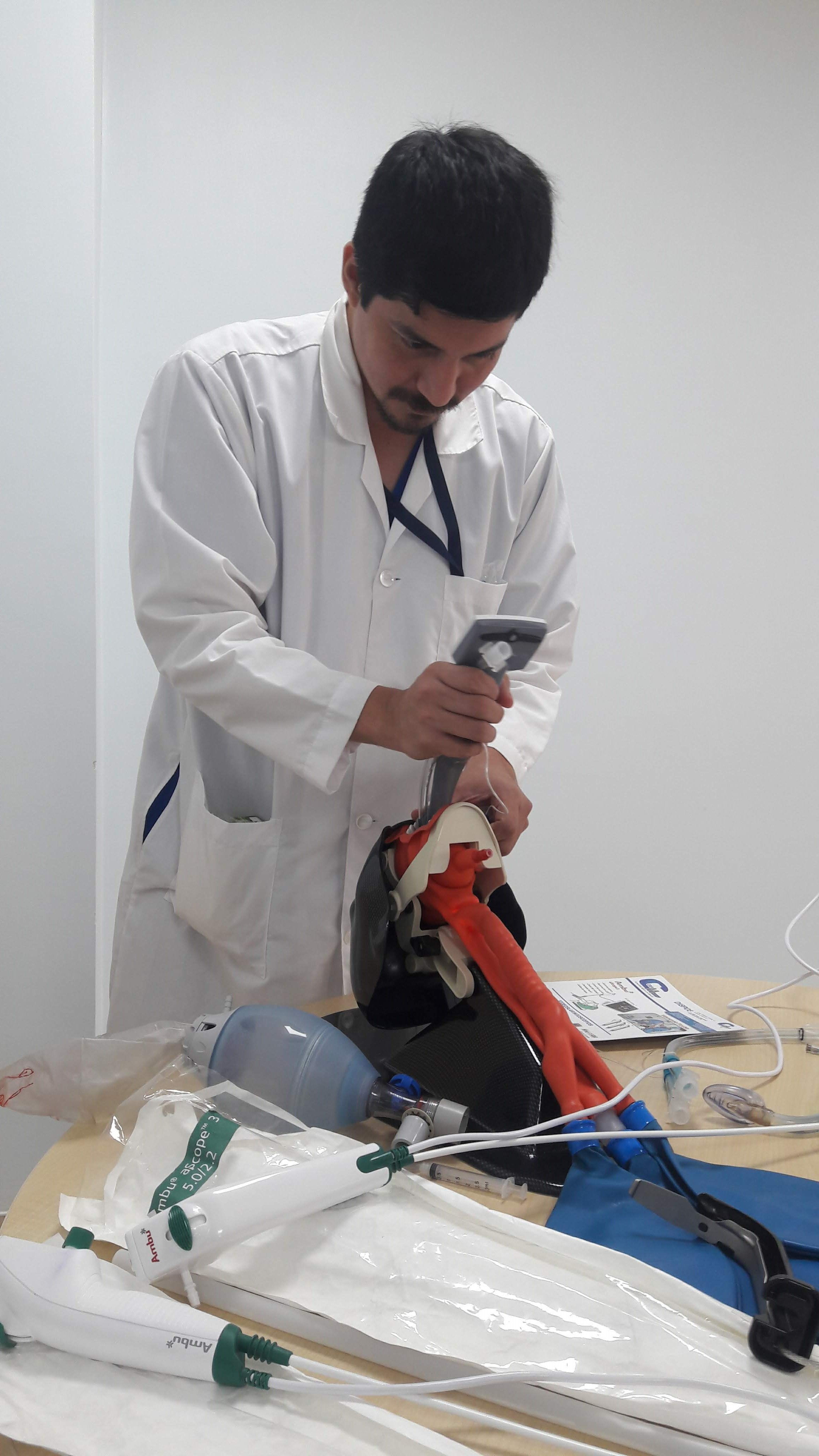

З використанням моніторингу (об'єктивні):
1. Капнометрія: вміст CO2 в кінці видиху (EtCO2) і хвилі на екрані капнографа
2. Пульсоксигенометрія: наявність пульсації на панелі пульсоксигенометра і відсутність падіння показів насичення гемоглобіну киснем
3. Ультразвукове визначення місця розташування інтубаційної трубки.

Для запобігання зміщення трубки її фіксують спеціальними засобами, за їх відсутності — пластирем або бинтом. Положення трубки має підтверджуватися після кожного переміщення пацієнта, а також після будь-якої незрозумілої зміни в клінічному стані пацієнта.
Можливі варіанти зміщення трубки:
- Правий бронх (це найчастіший варіант, бо він більший в діаметрі і відходить від трахеї під меншим кутом)
- Лівий бронх
- Зміщення з трахеї

Постійна пульсоксигенометрія і безперервна капнографія повинні рутинно використовуватись для контролю параметрів дихання при штучній вентиляції легень.